# Erlend Blikra
Erlend Blikra (* 11. ledna 1997) je norský profesionální silniční cyklista jezdící za UCI ProTeam Uno-X Mobility.

## Hlavní výsledky
2013
Evropský olympijský festival mládeže
 vítěz časovky
2014
Národní šampionát
 vítěz časovky juniorů
Le Trophée Centre Morbihan
 celkový vítěz
 vítěz bodovací soutěže
 vítěz soutěže mladých jezdců
vítěz etap 1 a 2 (ITT)
Course de la Paix Juniors
vítěz etapy 2b
Tour of Istria
4. místo celkově
 vítěz soutěže mladých jezdců
2018
Národní šampionát
 vítěz kritéria
2019
Dookola Mazowsza
vítěz prologu a etap 1 a 2
2020
vítěz International Rhodes Grand Prix
International Tour of Rhodes
vítěz 2. etapy
2021
Tour de la Mirabelle
vítěz 3. etapy
À travers les Hauts-de-France
8. místo celkově
2022
Tour de Langkawi
 vítěz bodovací soutěže
vítěz 6. etapy
9. místo Elfstedenronde
2023
Région Pays de la Loire Tour
vítěz 2. etapy
Olympia's Tour
vítěz 3. etapy
4. místo Elfstedenronde
5. místo Ronde van Limburg
6. místo Heistse Pijl